# Марк Јулијано
Марк Јулијано (итал. Mark Iuliano; Козенца, Италија, 12. август 1973) је бивши италијански фудбалер и национални репрезентативац. Већи део каријере провео је у торинском Јувентусу.

## Каријера

### Клупска каријера
Јулијано је професионалну каријеру започео 1990. године у Салернитани, одакле је слат на једногодишње позајмице у Болоњу и Монцу. Повратком у матични клуб, Јулијано постаје стандардни играч. Због одличних игара у клубу, 1996. године га купује Јувентус.
У новом клубу је дебитовао 15. септембра 1996. у утакмици Серије А против Каљарија, којег је Јувентус добио са 2:1. За Јувентус Јулијано је играо готово десет година а током тог периода Јувентус је доминирао у Серији А.
У јануару 2005. као слободан играч прелази у шпанску Мајорку за коју је играо годину дана, након чега се у јануару 2006. враћа у Италију где је шест месеци наступао за Сампдорију. Након разочаравајућег периода у клубу из Ђенове, Марк у лето 2006. потписује за сицилијанску Месину. Пре повлачења из професионалног фудбала, Јулијано је наступао још и за Равену.

### Репрезентативна каријера
Јулијано је за Италију дебитовао 5. септембра 1998. против Велса. Са националном селекцијом је наступао на ЕУРУ 2000. на којем су Азури били вицешампиони Европе, и на Светском првенству 2002. Последњу утакмицу у дресу репрезентације одиграо је 21. августа 2002. на мечу против Словеније.

#### Голови за репрезентацију
| #  | Датум           | Место                   | Противник   | Гол | Резултат | Такмичење   |
| -- | --------------- | ----------------------- | ----------- | --- | -------- | ----------- |
| 1. | 26. април 2000. | Ређо Калабрија, Италија | Португалија | 1-0 | 2-0      | Пријатељска |

## Трофеји
Јувентус
- Серија А : 1996/1997, 1997/1998, 2001/2002, 2002/2003
- Суперкуп Италије : 1997, 2002, 2003
- УЕФА суперкуп : 1996
- Интерконтинентални куп : 1996
- Интертото куп : 1999